# Tom Lanoye
Tom Emiel Gerardine Aloïs Lanoye, född den 27 augusti 1958, är en belgisk/flamländsk romanförfattare och poet som arbetar i Antwerpen, Belgien och Kapstaden, Sydafrika. Lanoye blev under 1980-talet känd som en av de nya unga flamländska författarna tillsammans med bland andra Herman Brusselmans och Kristien Hemmerechts. Som skribent är han bred, och han har förutom romaner och poesi även skrivit kolumner, essäer, korta berättelser och teatermanus.

## Bibliografi

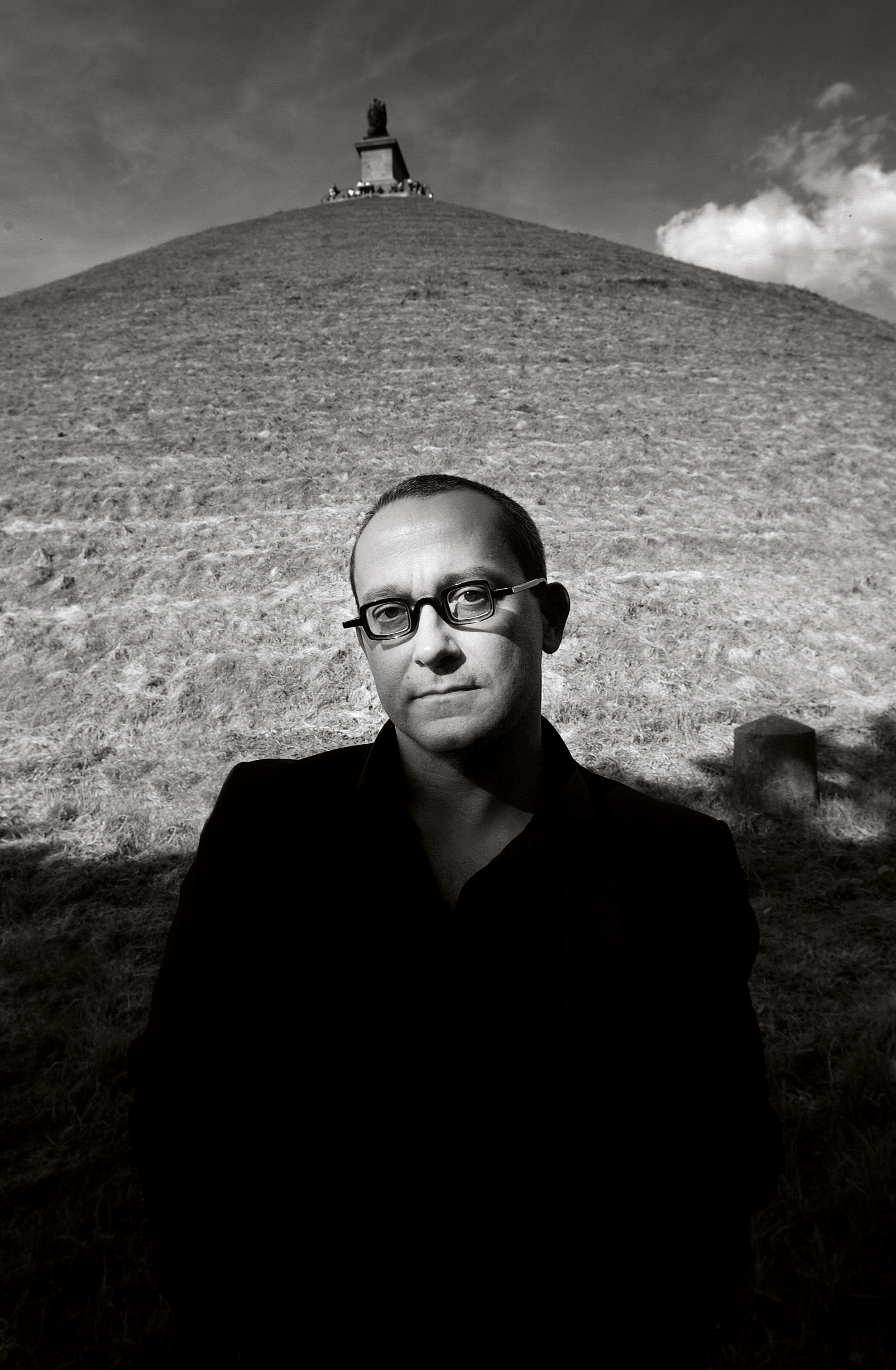
Tom Lanoye